# 碘化铕
碘化铕是一种铕的碘化物，化学式为EuI3。它可以由氧化铕和氢碘酸反应，并从溶液中析出EuI3·9H2O。试图将九水合物用碘化铵处理，只会得到碘化亚铕（EuI2）。碘和铕的反应生成EuI2和少量的EuI3，EuI3在580°C生成的同时发生分解。